# Flying Free
Albums de DJ Skudero, Xavi Metralla
Volumen 3 Flying Free Remixes
Flying Free est un single de makina, enregistré et composé par DJ Skudero et Xavi Metralla, extrait de l'EP Pont Aeri – Vol. 4. Il est publié le 15 mai 1999, et distribué par le label espagnol Bit Music. Pour la presse spécialisée et les aficionados, Flying Free est le meilleur hit jamais composé dans toute l'histoire de la boite de nuit éponyme.

## Développement
Flying Free met en avant la sonorité typique au style makina des années 1990. Il est composé et réalisé par Marc Escudero (DJ Skudero) et Rubén Moreno (Ruboy), en collaboration avec la chanteuse Marian Dacal. Comme les paroles du morceau en témoignent, cette dernière retrace les sept années d'existence du club mythique espagnol Pont Aeri. La compilation, intitulée Pont Aeri Trilogy, publiée le 20 novembre 1999 en Espagne, inclut en bonus une version différente - Flying Free (Romantic version) - qui sera plus tard édité en EP. 
Selon Ramon Escudero, rédacteur du site officiel de Pont Aeri, les ventes de cet album sont spectaculaires. Plus tard, l'extended play intitulé Flying Free Remixes est publié en 2000 et inclut plusieurs remixes du titre dont un en version gabber composé par Ruboy, et un remix de DJ Skryker. 
Le morceau est salué, mais aussi cité par la presse spécialisée espagnole et catalane, qui le considère comme le morceau le plus emblématique de Pont Aeri,,,,,,.